# Olle Åhlund
Olle Åhlund (ur. 22 sierpnia 1920 w Degerfors, zm. 11 lutego 1996 tamże) – szwedzki piłkarz, pomocnik. Brązowy medalista z Helsinek, członek kadry na MŚ 50.
W latach 1943–1952 wystąpił w 34 meczach reprezentacji Szwecji, na igrzyskach olimpijskich w Helsinkach w 1952 zdobywając brązowy medal. Znajdował się w kadrze brązowych medalistów mistrzostw świata dwa lata wcześniej (bez gry). Występował w klubie Degerfors IF. W 1951 został laureatem nagrody Guldbollen ("Złota Piłka"), przyznawanej przez pismo "Aftonbladet" i Szwedzki Związek Piłki Nożnej.